# Rentier (Sternbild)

Historische Sternbilder Rentier und Erntehüter

Das Rentier (lat. Rangifer oder tarandus) ist ein Sternbild des Nordhimmels, das nicht zu den 88 von der Internationalen Astronomischen Union (IAU) anerkannten Sternbildern zählt.

## Beschreibung
Das Rentier liegt im Norden des offiziellen Sternbildes Kepheus nahe dem Polarstern (α UMi 1,99m), dem Hauptstern des Sternbildes Kleiner Bär, im Grenzgebiet zum Sternbild Giraffe. Das Rentier nimmt nur ein sehr kleines Areal am Himmel ein, zudem besteht es nur aus ausschließlich sehr lichtschwachen Sternen. Kein Stern ist heller als 5.0m.

## Geschichte
Das Sternbild Rentier wurde von Jérôme Lalande zusammen mit dem ebenfalls veralteten Sternbild Erntehüter (Custos Messium) im Jahre 1775 eingeführt. Es finden sich zwei verschiedene Latinisierungen, daher wird auch als Rangifer vel Tarandus (vel lat. „oder“) Bezug genommen.

## Belege
1. ↑  Tarandus vel Rangifer. Abgerufen am 10. August 2024 (englisch, Das Sternbild auf der Website der Michigan State University).
2. ↑  J. E. Bode, Allgemeine Beschreibung und Nachweisung der Gestirne nebst Verzeichniß der geraden Aufsteigung und Abweichung von 17240 Sternen, Doppelsternen, Nebelflecken und Sternhaufen, Berlin, 1801, S. 5.